# Convento de San Francisco de Asís (Sangüesa)
El convento de San Francisco de Asís (en lengua vasca: San Frantzisko Asiskoa Komentua ) de Sangüesa en Navarra (España) es un convento católico cuya origen se remonta al siglo XIII.
Se ubica junto a la Plaza de los Fueros de esta localidad navarra. 
Este convento, junto con el Convento de El Carmen, es uno de los dos conventos que se conservan de los cuatro que existieron antiguamente en Sangüesa. Cuenta con un bello claustro y una iglesia gótica de una única nave como elementos más destacados.

## Historia
Según la tradición local, en 1213 el propio Francisco de Asís, a su regreso de la peregrinación en Santiago de Compostela fundó una primera comunidad franciscana en Sangüesa la Vieja, el actual concejo de Rocaforte. Unas décadas más tarde, el rey navarro Teobaldo II fundó en Sangüesa la Nueva, y en honor del santo italiano, una iglesia que posteriormente se amplió como convento. 
Una lápida empotrada en el muro izquierdo junto a la puerta de la iglesia, recuerda la fecha de fundación de la iglesia conventual:18 de octubre de 1266. A la largo de la historia este complejo, además de albergar a una comunidad franciscana, sirvió para acoger reuniones de las Cortes Generales del Reino entre 1530 y 1551. Durante la Guerra de la Independencia fue utilizada como un cuartel. En 1835 el gobierno liberal declaró la extinción del convento y sus frailes fueron exclaustrados. Sin embargo a finales del siglo XIX regresó una comunidad monástica al convento; en 1898 se establecieron los Capuchinos, que son sus actuales moradores. 

### Iglesia

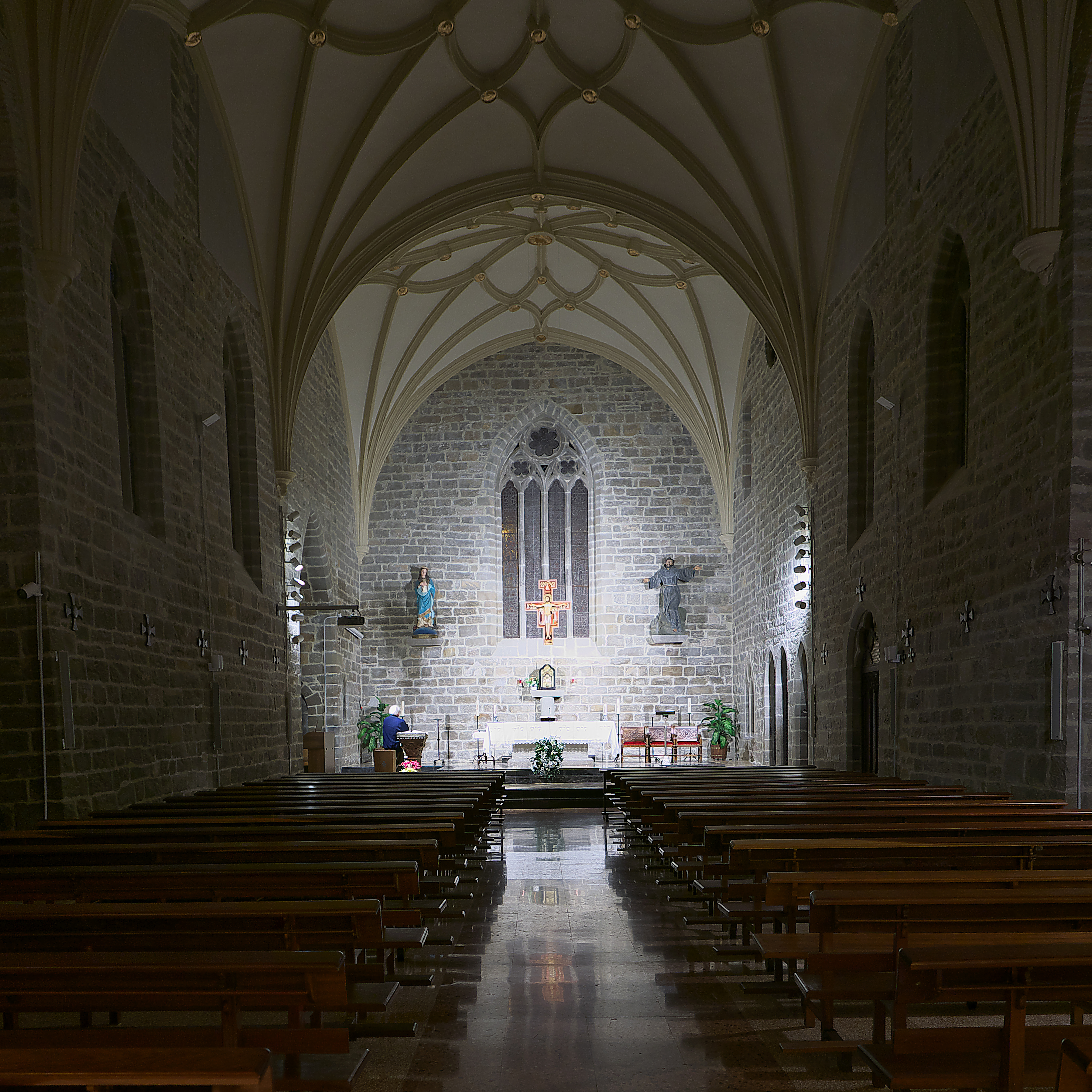
Interior de la iglesia conventual

Es el elemento más antiguo del convento. Tal y como indica una lápida empotrada en el muro izquierdo de la puerta de la iglesia, fue fundada el 18 de octubre de 1266. Está construida en estilo gótico. Se trata de una iglesia de una sola nave con cabecera recta. 
Uno de los elementos artísticos más interesantes de la misma es la portada gótica, que consiste en un arco apuntado abocinado por cuatro arquivoltas y baquetones, que descansan sobre capiteles corridos decorados con motivos vegetales. 
La bóveda estrellada, con ángeles en las claves y los apoyos, data de un periodo posterior, del siglo XVI. 
En las capillas de la iglesia se guardan algunas imágenes de destacado valor artístico. En la capilla de la izquierda destaca una imagen de San Antonio de Padua, del siglo XVII; y en la capilla opuesta hay una imagen restaurada de la Virgen con el Niño en su regazo, que data del siglo XIII. La iglesia no cuenta con retablo mayor y en el presbíterio se exhibe una imagen de Jesús crucificado del siglo XVI y unas imágenes barrocas del siglo XVII correspondientes a San Francisco de Asís y San Jerónimo. 
La iglesia fue restaurada en 1965.

### Claustro
Tras una puerta de la iglesia se accede a un claustro gótico del siglo XIV, de planta cuadrada. El claustro tiene 64 arcos apuntados con fínisimas columnas y trilóbulos. En el claustro se alberga una colección de estelas funerarias discoideas de la época medieval, que proceden del antiguo cementerio que se ubicaba a la salida de la iglesia. 

### Museo
En una de las salas del Convento de San Francisco se ubica el Museo de Relojes de Torre, que pertenece al Ayuntamiento de Sangüesa. Se trata de una curiosa exposición que reúne una colección de piezas de los siglos XVIII al XX; son maquinarias de antiguos relojes monumentales procedentes de torres de iglesias o ayuntamientos. En la misma sala, conocida como Sala Lecároz, pueden verse numerosas pinturas procedentes del antiguo Colegio de Lecároz. Se expone una colección sobre la vida de San Francisco de Asís y numerosos lienzos cedidos por la Academia de Bellas Artes de San Fernando en Madrid. Actualmente no esta abierto al público.

## Patrimonio de la Humanidad.
En 2015, en la aprobación por la Unesco de la ampliación del Camino de Santiago en España a «Caminos de Santiago de Compostela: Camino francés y Caminos del Norte de España», España envió como documentación un «Inventario Retrospectivo - Elementos Asociados» (Retrospective Inventory - Associated Components) en el que en el n.º 400 figura el Convento-Iglesia de San Francisco de Sangüesa y en el 403 el Claustro de dicho convento .